# Archimandrita (insecto)
Archimandrita es un género de insectos blatodeos (cucarachas) de la familia Blaberidae. El nombre coincide con el de archimandrita, la figura religiosa empleada en la Iglesia Ortodoxa y las Iglesias orientales católicas, que aludía originalmente a un abad superior al que un obispo designaba para supervisar varios abades «ordinarios» (higúmenos) y monasterios, o al abad de algún monasterio especialmente grande e importante. 
Dos especies pertenecen a este género:
- Archimandrita marmorata Stoll, 1813
- Archimandrita tessellata Rehn, 1903